# Монджо, Шарль Ришар
Шарль Ришар Монджо (фр. Charles Richard Mondjo; род. 28 января 1954, Браззавиль) — конголезский военный и государственный деятель, занимающий должность министра обороны в правительстве государства с 2012 года. Ранее, с 2002 по 2012 год, был начальником штаба вооружённых сил Республики Конго.

## Биография
Этнический мбоши и сын дипломата Николаса Монджо, родился в Браззавиле 28 января 1954 года. Учился в школе департамента Кювет и в Браззавиле. Впоследствии посещал военную подготовительную школу. С 1976 по 1978 год проходил обучение в военном училище в ГДР, а с 1982 по 1986 год — в военном училище в Советском Союзе.
Вернувшись в Республику Конго поступил на военную службу в офицерском звании , а с 1987 по 1993 год был директором по обучению и учебе в Военной академии имени Мариен Нгуаби в Браззавиле. Во время гражданской войны в июне-октябре 1997 года встал на сторону лидера повстанцев Дени Сассу-Нгессо, который в итоге одержал победу и отстранил от власти президента Паскаля Лиссубу. В декабре 1997 года был назначен командующим военной зоной № 1, включавшей экономическую столицу страны, Пуэнт-Нуар. Занимал эту должность в течение пяти лет. 20 декабря 2002 года был назначен начальником штаба вооружённых сил Республики Конго и получил звание генерал-майора.
После почти десяти лет службы на посту начальника штаба 25 сентября 2012 года был назначен президентом министром обороны Республики Конго. 7 ноября 2012 года на церемонии его официально сменил на должности начальника штаба генерал-майор Бланшар Ги Окой.
11 февраля 2014 года встретился в Браззавиле с министром обороны Франции Жан-Ивом Ле-Дрианом для обсуждения нестабильной политической ситуации в Центральноафриканской Республике.
После победы Дени Сассу-Нгессо на президентских выборах в марте 2016 года, Шарль Ришар Монджо был вновь назначен на должность министра обороны 30 апреля 2016 года.